# ناحیه الیکسیر، شهرستان بون، آرکانزاس
ناحیه الیکسیر، شهرستان بون، آرکانزاس (به انگلیسی: Elixir Township) یک منطقهٔ مسکونی در ایالات متحده آمریکا است که در شهرستان بونی، آرکانزاس واقع شده‌است. ناحیه الیکسیر ۲٬۸۰۲ نفر جمعیت دارد.